# 虎牙

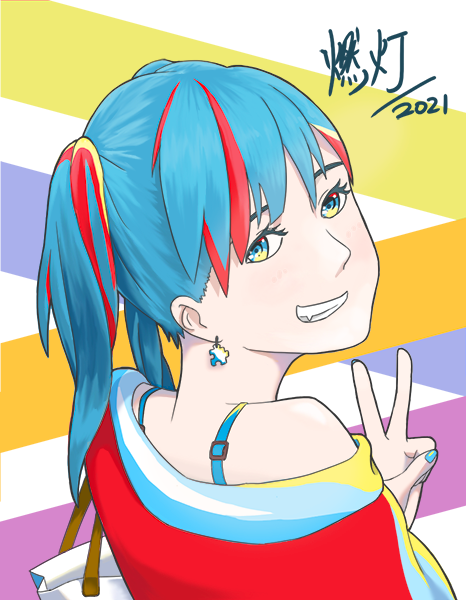
日本漫画中常用八重齿表达角色的元气感

虎牙（日語: 八重歯）是人類突出的上頜犬齒的俗稱，通常是由於齒列空間不足或生長位置異常，造成比左右鄰牙明顯突出甚至重疊在鄰牙之上。医学上认为虎牙是牙齿不正常萌出的一种情况，但因其在咀嚼和外观上的重要作用而不能拔除，可藉由拔除後方的前臼齒来進行矯正。
在日本，虎牙被稱為「八重齒」，意為多層的、重疊的牙齒，並被視作年輕可愛和自然美的标志。打造八重齒效果的整形項目在东京的牙科診所裡十分流行，其中包括在虎牙部位黏上一些非永久性小尖牙。